# Удав
Удав (Boa constrictor) је неотровна змија. Распрострањена је у кишним шумама Мексика, Колумбије, Бразила и неким острвима, као што је Тринидад.

## Физички изглед
Дужина је у просеку од 1-6 m. Боја је веома разнолика. Шаре су углавном смеђе и крем боје.

## Размножавање
Са обе стране клоаке удав има по један трн. Они представљају остатке задњих удова које је наследио од својих предака. Када је женка спремна за парење, подигне реп да би мужјак могао да приђе и оплоди јајашца. После неколико месеци, женка рађа живе, потпуно развијене младунце. Одједном може да окоти 20-60 змија. Млада змије постане полно зрела са 2-3 године.

## Начин живота и храна
- Животни век је од 20 до 30 година. Углавном су самотњаци, осим у доба парења.
- Као младунци, хране се мишевима, малим птицама и гуштерима. Како расте, једе све већи плен. Одрасла животиња је све мање активна и храни се мајмунима, капибарама и дивљим свињама. Удав је добар пливач, па у води проводи доста времена, одакле и вреба свој плен. Удав гуши свој плен и гута га у једном комаду. Храни се ретко, али обилним оброцима, после којих не мора да једе и до недељу дана.
- Када се осећа угроженим, у стању је да веома гласно сикће. Уколико је могуће, удав побегне на најмањи знак опасности.